# Sobór Zaśnięcia Matki Bożej w Jarosławiu
Sobór Zaśnięcia Matki Bożej – sobór w Jarosławiu, wzniesiony w 1219, pełniący od 1788 do zniszczenia w 1937 funkcję katedry eparchii jarosławskiej i rostowskiej. Gmach był położony w pobliżu tzw. „Strzałki” – ujścia Kotorosli do Wołgi. 
Obecny obiekt zbudowano w nowej formie po 2004. Od poprzedniego różnią go między innymi rozmiary. Pełni rolę katedry eparchii jarosławskiej.

## Historia

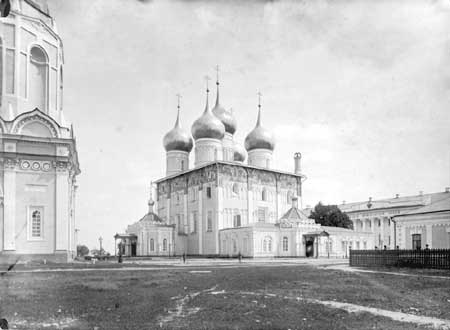
Widok soboru z początku XX wieku

Budowa soboru rozpoczęła się w 1215 z polecenie księcia rostowskiego Jarosława Wsiewołodowicza. Była to pierwsza murowana cerkiew w Jarosławiu. W 1219 ukończony gmach poświęcił Cyryl, biskup Rostowa. W soborze zostali pochowani książęta jarosławscy Wasilij Wsiewołodowicz i Konstantin Wsiewołodowicz. 
W 1501 sobór ucierpiał wskutek pożaru. Generalna przebudowa ruin została zakończona w 1516, obiekt w swojej formie naśladował kremlowski Sobór Zwiastowania, choć był od niego znacznie mniejszy. W 1612, w czasie wielkiej smuty metropolita jarosławski Cyryl (Zawidow) pobłogosławił udającego się z wojskiem na Moskwę Dymitra Pożarskiego. W 1642 pojawiły się plany zburzenia budynku i wzniesienia nowej, jeszcze okazalszej cerkwi. Ostatecznie jednak w 1646 dokonano jedynie rozbudowy już istniejącego soboru, a w jego bezpośrednim sąsiedztwie wzniesiono barokową dzwonnicę o wysokości 55 metrów. Kolejna rozbudowa miała miejsce w 1659, w jej czasie powstała również zupełnie nowa dzwonnica. Już w 11 lat później cerkiew silnie ucierpiała na skutek pożaru, przez kolejne lata odbywała się redekoracja jej wnętrza oraz odbudowa pięciu kopuł. Przebudowa budynku, z przerwami, trwała do 1788, kiedy sobór został katedrą eparchii jarosławskiej i rostowskiej. 
W latach 1832–1833 obok głównej cerkwi powstała mniejsza pod wezwaniem Świętych Książąt Konstantina i Wasilija, zaś do 1836, według projektu Awrama Melnikowa, wzniesiono drugą dzwonnicę obok już istniejącej. W końcu stulecia kopuły soboru zostały całkowicie pozłocone. 
W 1918 w okolicach soboru toczyły się walki w czasie powstania antybolszewickiego. Częściowy remont został przeprowadzony do 1924, chociaż już dwa lata wcześniej władze odebrały obiekt Cerkwi prawosławnej i zamieniły na magazyn. Funkcję tę budynek pełnił do 1937, kiedy został 26 sierpnia wysadzony w powietrze. Na miejscu po cerkwi urządzony został park kultury.

## Architektura
Nieistniejący już obecnie sobór reprezentował formę typową dla wznoszoną w tym okresie budynków sakralnych regionu jarosławskiego. Był wykonany z cegły, z kwadratową nawą zwieńczoną pięcioma kopułami. W odróżnieniu jednak od wielu innych cerkwi Rusi, nie został pokryty białym wapieniem z płaskorzeźbami, ale udekorowany z zewnątrz płytkami majolikowymi w różnych kolorach, natomiast jego drzwi pozłocono.

## Cerkiew z 2004 r.
W 2004 zapadła decyzja o budowie nowej większej cerkwi pod tym samym wezwaniem na miejscu zniszczonego soboru. W konkursie na jej projekt zwyciężyła nawiązująca do tradycyjnej architektury praca architekta Aleksieja Denisowa, zaś głównym sponsorem prac został moskiewski biznesmen Wiktor Tyryszkin. Wznoszony obiekt nie jest kopią soboru zniszczonego przez władze stalinowskie, lecz jest znacznie większy – w założeniach wykonawców równocześnie w nabożeństwie będzie mogło brać w nim udział 4 tysiące wiernych. Wysokość budynku wynosi 50 metrów, zaś wysokość wolnostojącej dzwonnicy – 70 m. Cały kompleks zawiera nie tylko pomieszczenia przeznaczone dla kultu religijnego, ale i muzeum historii soboru. Zasadniczą część prac budowlanych zakończono w 2010 z okazji tysiąclecia istnienia Jarosławia. 
Równolegle z pracami budowlanymi prowadzone były badania archeologiczne, mające na celu znalezienie fundamentów wysadzonego w powietrze soboru. Nie zakończyły się one jednak powodzeniem.

## Galeria

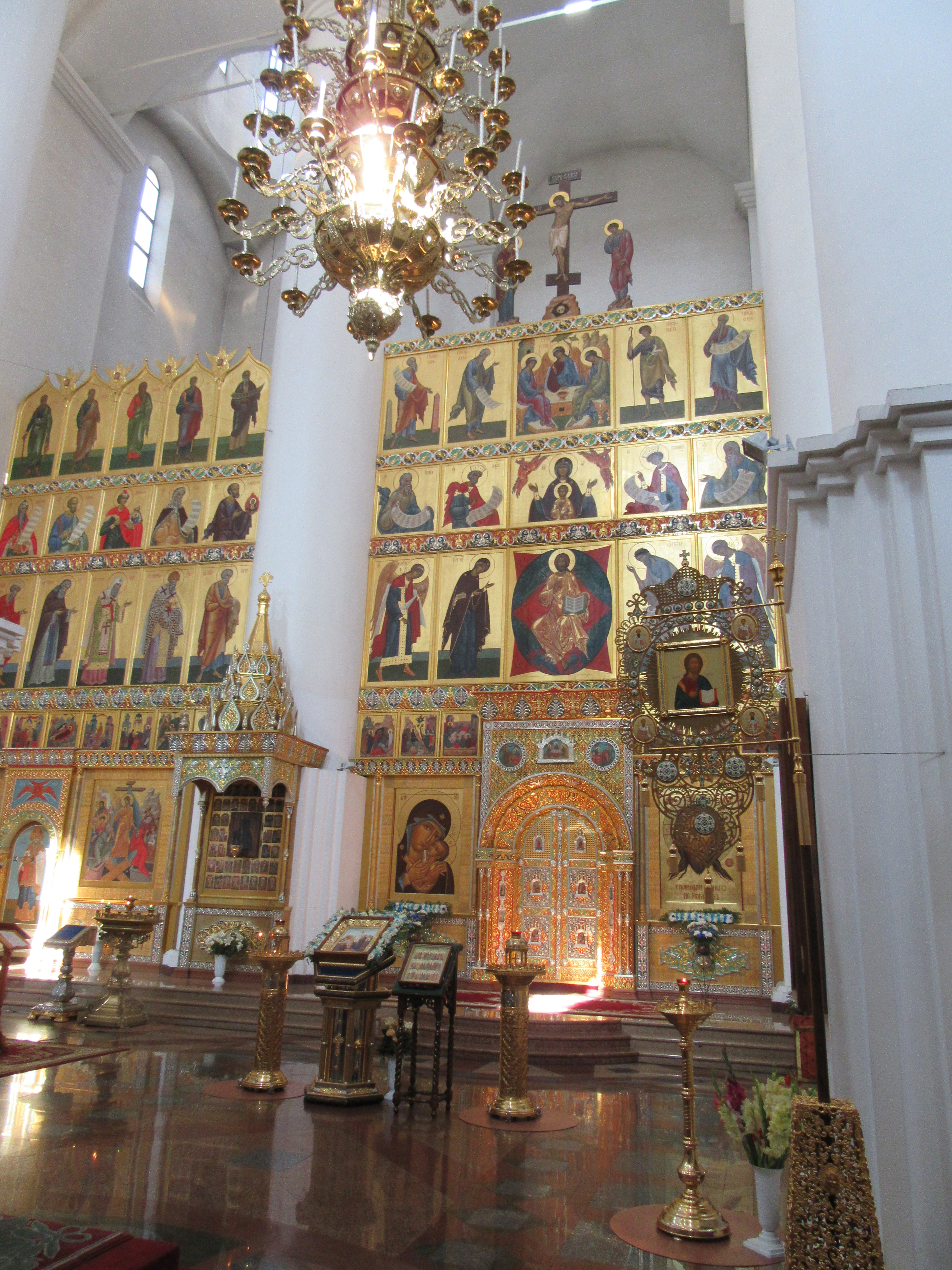
Wnętrze
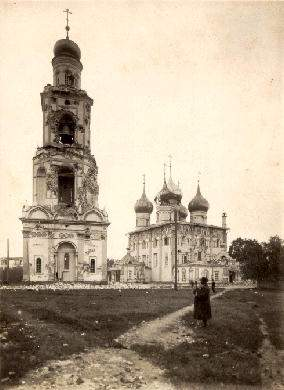
Zniszczenia budynku soboru powstałe w czasie powstania antybolszewickiego w 1918
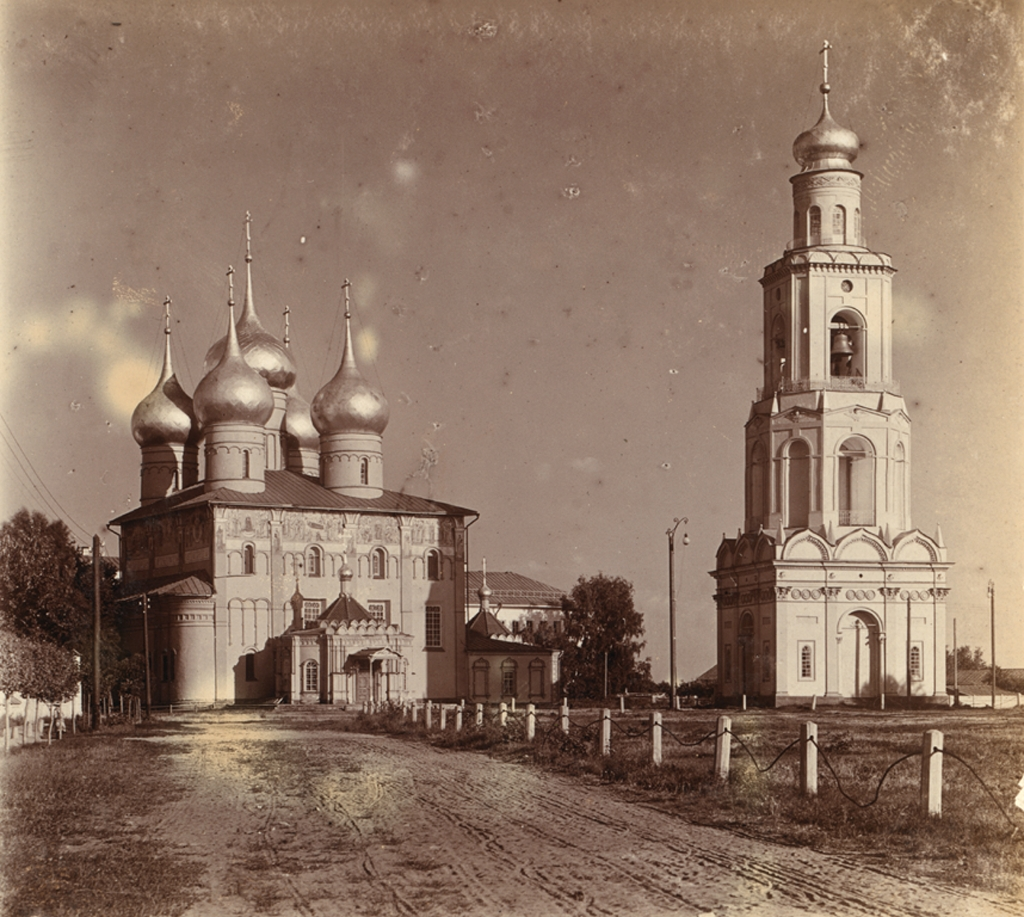
Widok z początku XX wieku